# Демократическая партия Туркменистана
Демократическая партия Туркменистана (туркм. Türkmenistanyň demokratik partiýasy) — официально зарегистрированная туркменская политическая партия. Правящая партия Туркменистана с момента своего создания в 1991 году.
Основана 16 декабря 1991 года. Преемница Коммунистической партии Туркменской ССР.

## История
Бессменным лидером Демократической партии был первый президент Туркменистана Сапармурат Ниязов, после его смерти лидером партии стал новый президент Гурбангулы Бердымухамедов, в 2013 году Гурбангулы Бердымухамедов приостановил членство в партии на время своего президентства, новым председателем партии избран Касымгулы Бабаев.
С момента создания партия имела абсолютное депутатское большинство в Парламенте Туркменистана, в 2013 году Парламент перестал быть однопартийным, в нём появился депутат от Партии промышленников и предпринимателей Туркменистана. После парламентских выборов 2013 года представлена 47 депутатами.
В апреле 2017 года в качестве председателя партии упоминался Рашид Мередов.
На выборах депутатов местных халк маслахаты и генгешей в 2018 году представители Демократической партии заняли 3257 мест.
2 апреля 2018 года новым председателем Демократической партии был избран Ата Сердаров.

### Лидеры партии
| Годы               | Лидер                     |
| ------------------ | ------------------------- |
| 1991 — 2006        | Сапармурат Ниязов         |
| 2006 — 2013        | Гурбангулы Бердымухамедов |
| 2013 — 2018        | Касымгулы Бабаев          |
| 2018 — наст. время | Ата Сердаров              |

## Состав
Преобладающее число составляют представители интеллигенции. 101 569 членов — служащие, 11 735 человек — молодёжь.

## Результаты на выборах
| Выборы | Мандаты    |
| ------ | ---------- |
| 1994   | 50 из 50   |
| 1999   | 50 из 50   |
| 2004   | 50 из 50   |
| 2008   | 125 из 125 |
| 2013   | 47 из 125  |
| 2018   | 55 из 125  |
| 2023   | 65 из 125  |

## Выборы президента
| Год  | Кандидат от партии        | %     |
| ---- | ------------------------- | ----- |
| 1992 | Сапармурат Ниязов         | 99,50 |
| 2007 | Гурбангулы Бердымухамедов | 89,23 |
| 2012 | Гурбангулы Бердымухамедов | 97,14 |
| 2017 | Гурбангулы Бердымухамедов | 97,69 |
| 2022 | Сердар Бердымухамедов     | 72,97 |